# Чаїнський район
Ча́їнський район (рос. Чаинский район) — адміністративна одиниця Томської області Російської Федерації.
Адміністративний центр — село Підгорне.

## Населення
Населення району становить 11438 осіб (2019; 12920 у 2010, 13888 у 2002).

## Адміністративно-територіальний поділ
На території району 4 сільських поселення:
| Поселення                          | Площа, км² | Населення, осіб (2002) | Населення, осіб (2010) | Населення, осіб (2019) | Центр             | Населені пункти |
| ---------------------------------- | ---------- | ---------------------- | ---------------------- | ---------------------- | ----------------- | --------------- |
| Коломінське сільське поселення     | 925,33     | 2579                   | 2490                   | 2213                   | Коломінські Гриви | 6               |
| Підгорнське сільське поселення     | 1140,23    | 6650                   | 6482                   | 5950                   | Підгорне          | 11              |
| Усть-Бакчарське сільське поселення | 4032,97    | 3644                   | 3258                   | 2852                   | Усть-Бакчар       | 13              |
| Чаїнське сільське поселення        | 1143,89    | 1010                   | 690                    | 460                    | Чаїнськ           | 6               |

## Найбільші населені пункти
Населені пункти з чисельністю населення понад 1000 осіб:
| № | Населений пункт | Населення, осіб (2002) | Населення, осіб (2010) |
| - | --------------- | ---------------------- | ---------------------- |
| 1 | Підгорне        | 5 009                  | 4 983                  |